# Amilcar Moret Gonzalez
Amilcar Moret Gonzalez (L'Avana, 5 luglio 1977) è un ballerino cubano.

## Biografia
Nato a L'Avana nel 1977, ha studiato presso la National Ballet School of Cuba. Ha danzato come primo ballerino presso numerosi palcoscenici europei come il Bavarian State Ballet, Les Ballettes De Monte-Carlo, il Zurich Ballet e The Hamburg Ballet. Ha inoltre danzato in ruoli principali in Brasile, Stati Uniti e Messico in opere come Coppélia, La fille mal gardée, Lo schiaccianoci e Le Corsaire. Tra i suoi premi e riconoscimenti, si annoverano la medaglia d'oro al Concours International de la danse di Parigi nel 1996 e la medaglia di bronzo al Helsinki International Ballet & Choreography Competition nel 1995.
Dal 2009 lavora come ballerino professionista e insegnante di danza classica nella trasmissione televisiva Amici di Maria De Filippi, ruolo che gli procura notorietà in Italia.
Nel 2016 è primo ballerino freelance e danza al fianco di Rossella Brescia nelle opere Carmen e Cassandra di Luciano Cannito.